# Missi
Missi (en rus: Мысы) és un poble de l'óblast de Sverdlovsk, a Rússia, segons el cens del 2010 no tenia cap habitant.